# Mikl
Mikl byla autorská dvojice kresleného humoru, která tvořila v letech 1975 až 1989. Václav Mikolášek (* 7. září 1945 v Praze) vtipy vymýšlel, Karel Klos (18. ledna 1945 ve Volyni – 10. dubna 2016 v Praze) je kreslil. Od roku 1991 používá značku Mikl Václav Mikolášek.

## Dílo
Oba byli původní profesí chemiky. Znali se od roku 1961, ale vymýšlet a kreslit vtipy začali až o šest let později, když se vrátili ze základní vojenské služby. Před příchodem do Dikobrazu (1975) tvořili pod značkou "Klos a Michi". Několik kreslených vtipů jim v roce 1970 vyšlo v literárním a uměleckém časopisu Divoké víno, kde byl redaktorem Jan Vyčítal, a v časopisu Československého filmového ústavu Záběr. Na pár let, co byl Karel Klos členem hudební skupiny C&K Vocal, se jejich spolupráce přerušila, ale po jeho odchodu z kapely pak tvořili společně až do konce roku 1989.
Dvojice Mikl vydala v různých českých a zahraničních časopisech přes pět tisíc kreslených vtipů, ilustrací a koláží. Kromě kreslených vtipů se věnovali i stripům (většinou sestávajících z tří políček) a komiksové tvorbě. Kreslené seriály publikovali v Magazínu Dikobrazu (např. komiksy Mazaná Růža, 1977; Vinnetou & E.T., č. 2/1985; Intermezzo, č. 4/1988). Své práce prezentovali na výstavách doma i v zahraničí. Byli kmenovými autory časopisu Dikobraz, publikovali i v dalších periodických publikacích, např. Svobodné slovo (příloha Kvítko), Stadión, Krkonoše, Nové knihy, Zápisník, Ahoj na sobotu, Květy. Kreslené vtipy a ilustrace s podpisem Mikl se rovněž objevily v knihách, např. v knize O houbách z roku 1984 (druhé, rozšířené vydání této knihy vyšlo v roce 1987 pod názvem Koření; Houby; Víno: 3x ke specialitám sovětské kuchyně), v knihách Pozor, zákruta! (1987), Krakonoše si představuje každý jinak (1988) a v antologii kresleného humoru Jiřího Daniela 100x o vojně (1989, ISBN 80-206-0019-1).